# Ulysses Freeman Doubleday
Ulysses Freeman Doubleday (Condado de Otsego, 15 de dezembro de 1792 – Bloomington, 11 de março de 1866) foi um representantes dos Estados Unidos por Nova Iorque.

## Biografia
Doubleday nasceu no Condado de Otsego, Nova Iorque, e recebeu uma escolaridade limitada. Aprendeu a arte da impressão e trabalhou como impressor em Cooperstown, Utica, e Albany.
Serviu em Sackets Harbor durante a Guerra de 1812. Em Ballston Spa fundou o jornal Saratoga Courier. Mudou-se posteriormente para Auburn, onde publicou o Cayuga Patriot, de 1819 a 1839.
Doubleday foi eleito como um democrata jacksoniano para o 22º Congresso dos Estados Unidos (4 de março de 1831 - 3 de março de 1833). Em 1834 foi nomeado inspetor da prisão de Auburn. Novamente, de 4 de março de 1835 até 3 de março de 1837, representou o estado de Nova Iorque no 24º Congresso dos Estados Unidos. Depois de deixar a política engajou-se em atividades agrícolas em Scipio de 1837 a 1846. Após este período, mudou-se para a cidade de Nova Iorque e ocupou-se de trabalhar com transações mercantis de 1846 a 1860.
Morreu em 11 de março de 1866, em Bloomington, Illinois e foi sepultado no cemitério Bloomington Township Old City. Doubleday foi pai de Thomas D. Doubleday e de Abner Doubleday, general da Guerra de Secessão.